# Ardenner (caballo)
Ardenner o Ardennais, es una de las razas más antiguas de caballos de tiro, y se origina en la zona de las Ardenas, Bélgica, Luxemburgo y Francia. Son de huesos pesados con las piernas gruesas y se utilizan para trabajo de tracción. 

## Historia
Su historia se remonta a la antigua Roma, y a lo largo de su historia le han sido añadido otras sangres en el Ardenner. El primer Ardenner fue importado a los Estados Unidos en el siglo XX  y en el Registro de razas se estableció el primero de estos ejemplares en la década de 1920. Estos caballos han sido utilizados a lo largo de la historia como los caballos de guerra, tanto como para la caballería montada y para remolcar elementos de artillería.

## Actualidad
Se los utilizan principalmente para proyectos que implique mover cosas pesadas y en el trabajo agrícola, en la producción de carne, en eventos competitivos y para cruzar otras razas en Europa y en Asia. 

## Características
Tienen una altura de 152 a 163 cm, pesan entre 700 a 1000 kg, su corformación es ancha y musculosa, su cuerpo es compacto, sus piernas son cortas y gruesas, con articulaciones fuertes, su capa puede ser color castaño, gris, o palomino, no se permite en esta raza el color negro, los colores de blanco son detalles pequeños.